# Porroglossum josei
Porroglossum josei är en orkidéart som beskrevs av Carlyle August Luer. Porroglossum josei ingår i släktet Porroglossum och familjen orkidéer. Inga underarter finns listade i Catalogue of Life.